# Championnat de Mauritanie de football 2006-2007
Navigation
Édition suivante
La saison 2006-2007 du Championnat de Mauritanie de football est la vingt-huitième édition de la Première Division, le championnat national de première division en Mauritanie. Les douze équipes engagées sont regroupées au sein d'une poule unique où elles affrontent deux fois leurs adversaires, à domicile et à l'extérieur. En fin de saison, les deux derniers du classement sont promus et remplacés par les deux meilleurs clubs de deuxième division.
C'est l'ASC Nasr de Sebkha qui remporte la compétition cette saison après avoir terminé en tête du classement, ne devançant qu'à la différence de buts particulières l'ASC SNIM. C'est le troisième titre de champion de Mauritanie de l'histoire du club en seulement cinq saisons.

## Participants
- ASC Nasr de Sebkha
- ASC SNIM
- ASC Mauritel
- ACS Ksar
- ASAC Concorde
- FC Trarza - Promu de D2
- ASC Police
- AS Garde Nationale
- ASC El Ahmedi
- ASC Armée Nationale
- AMSME d'El Mina - Promu de D2
- ASC Entente Sebkha FC

## Compétition

### Classement
Le classement est établi sur le barème de points suivant : victoire à 3 points, match nul à 1, défaite à 0.
| Rang | Équipe                | Pts | J  | G  | N  | P  | Bp | Bc | Diff |
| ---- | --------------------- | --- | -- | -- | -- | -- | -- | -- | ---- |
| 1    | ASC Nasr de Sebkha    | 41  | 22 | 10 | 11 | 1  | 30 | 13 | +17  |
| 2    | ASC SNIM              | 41  | 22 | 12 | 5  | 5  | 26 | 15 | +11  |
| 3    | ASC Mauritel'T'C      | 39  | 22 | 10 | 9  | 3  | 32 | 13 | +19  |
| 4    | ACS Ksar              | 38  | 22 | 10 | 8  | 4  | 44 | 18 | +26  |
| 5    | ASAC Concorde         | 37  | 22 | 11 | 4  | 7  | 34 | 17 | +17  |
| 6    | FC TrarzaP            | 30  | 22 | 7  | 9  | 6  | 27 | 28 | -1   |
| 7    | ASC Police            | 29  | 22 | 8  | 5  | 9  | 20 | 30 | -10  |
| 8    | AS Garde Nationale    | 25  | 22 | 5  | 10 | 7  | 21 | 24 | -3   |
| 9    | ASC El Ahmedi         | 21  | 22 | 5  | 6  | 11 | 26 | 30 | -4   |
| 10   | ASC Armée Nationale   | 19  | 22 | 4  | 7  | 11 | 15 | 26 | -11  |
| 11   | AMSME d'El MinaP      | 17  | 22 | 5  | 2  | 15 | 16 | 52 | -36  |
| 12   | ASC Entente Sebkha FC | 17  | 22 | 3  | 8  | 11 | 14 | 39 | -25  |

|  | Champion de Mauritanie 2006-2007                                                           |
|  | Qualification pour la Ligue des champions de la CAF 2008                                   |
|  | Qualification pour la Ligue des champions arabes de football 2007-2008                     |
|  | Relégation directe en deuxième division                                                    |
|  | T : Tenant du titre C : Vainqueur de la Coupe de Mauritanie P : Promu de deuxième division |

## Bilan de la saison
| Championnat de Mauritanie de football 2006-2007  |                               |
| Champion                                         | ASC Nasr de Sebkha (3e titre) |
| Coupes et trophées                               |                               |
| Vainqueur de la Coupe de Mauritanie 2006-2007    | ASC Mauritel                  |
| Qualifications continentales                     |                               |
| Ligue des champions de la CAF 2008               | ASC SNIM                      |
| Ligue des champions arabes de football 2007-2008 | ASC Mauritel                  |
| Coupe de la confédération 2008                   | Aucun                         |
| Promotions et relégations                        |                               |
| Promus en Première division                      | FC Khaïry                     |
| Promus en Première division                      | FC Nouadhibou                 |
| Relégués en Deuxième division                    | AMSME d'El Mina               |
| Relégués en Deuxième division                    | ASC Entente Sebkha FC         |